# Catarina Lorenzo
Catarina Lorenzo (Salvador, Bahía; c. 2006/2007) es una activista climática brasileña.
El 23 de septiembre de 2019, junto con 15 niños, incluidos Greta Thunberg, Alexandria Villaseñor, Ayakha Melithafa y Carl Smith, presentaron una denuncia ante el Comité de los Derechos del Niño de las Naciones Unidas para protestar por la falta de acción del gobierno sobre la crisis climática. En particular, la denuncia alega que cinco países: Argentina, Brasil, Francia, Alemania y Turquía; no han cumplido sus promesas del Acuerdo de París. Fue la primera vez que niños presentan una denuncia de este tipo en la ONU.
Recientemente se unió a Greenkingdom, un movimiento ambiental interseccional liderado por jóvenes internacionales, donde trabaja como coordinadora del capítulo brasileño del movimiento.